# Spiraea nishimurae
Spiraea nishimurae är en rosväxtart som beskrevs av Masao Kitagawa. Spiraea nishimurae ingår i släktet spireor, och familjen rosväxter. Inga underarter finns listade i Catalogue of Life.